# Gore (Deftones)
Gore è l'ottavo album in studio del gruppo musicale statunitense Deftones, pubblicato l'8 aprile 2016 dalla Reprise Records.

## Antefatti
Mentre il frontman Chino Moreno era impegnato a promuovere l'album omonimo del suo progetto parallelo Crosses, nel marzo 2014 lo stesso ha rivelato che i restanti componenti dei Deftones hanno iniziato a comporre nuovo materiale per il seguito di Koi no yokan; secondo quanto da loro pianificato, la registrazione dell'ottavo album sarebbe potuta avvenire tra la fine del 2014 e gli inizi del 2015. Nel tardo febbraio 2015, in seguito al termine delle registrazioni delle parti di batteria, Moreno ha dichiarato in un'intervista concessa alla rivista Rolling Stone che il gruppo ha composto 16 brani per il disco, analizzandone il processo:
 Lo stesso ha inoltre sottolineato il fatto che l'album sarebbe stato «un po' più inebriante» di Koi no yokan, spiegando che «Abbiamo solo cercato qualcosa di completamente opposto, [...] di sfidare noi stessi e provare nuove cose che non abbiamo fatto in passato.»
Durante il mese di maggio 2015 Moreno ha rivelato che il disco sarebbe stato «un po' più tecnico» rispetto a quelli precedenti e che non sarebbe stato «un disco allegro [ma] non sarà un album completamente arrabbiato.» Intorno allo stesso periodo è stata annunciata la partecipazione del chitarrista Jerry Cantrell degli Alice in Chains a uno dei brani dell'album, nel quale esegue un assolo.
Il 21 agosto Moreno ha comunicato che l'album è stato completato, aggiungendo che stavano ultimando le sole fasi di missaggio e di mastering.

## Promozione
Il 27 aprile dello stesso anno il gruppo ha annunciato come prima data di uscita dell'album il 25 settembre 2015, data tuttavia posticipata alla fine di novembre. Il 22 gennaio 2016, in occasione di un convegno tenuto ad Anaheim, il chitarrista Stephen Carpenter ha dichiarato che l'uscita dell'album sarebbe avvenuta l'8 aprile dello stesso anno; dopo circa una settimana i Deftones hanno pubblicato un'anteprima di Gore, nel quale sono stati rivelati sia il titolo sia la conferma della data di pubblicazione.
Il 4 febbraio è stato trasmesso in anteprima radiofonica il primo singolo Prayers/Triangles attraverso il programma radiofonico di Apple Music Beats 1, condotto da Zane Lowe. Il 18 marzo è stato pubblicato il secondo singolo Doomed User, mentre il 4 e il 7 aprile sono stati resi disponibili per l'ascolto i brani Hearts/Wires e Phantom Bride, quest'ultimo estratto come quarto singolo il 7 giugno negli Stati Uniti d'America.

## Tracce
Testi di Chino Moreno, musiche dei Deftones.
1. Prayers/Triangles – 3:37
2. Acid Hologram – 4:05
3. Doomed User – 4:26
4. Geometric Headdress – 3:29
5. Hearts/Wires – 5:20
6. Pittura infamante – 4:03
7. Xenon – 3:17
8. (L)MIRL – 5:02
9. Gore – 4:59
10. Phantom Bride – 4:53
11. Rubicon – 4:57

## Formazione
Gruppo
- Abe Cunningham – batteria
- Chino Moreno – voce, chitarra
- Frank Delgado – tastiera, campionatore
- Sergio Vega – basso
- Stephen Carpenter – chitarra

Altri musicisti
- Jerry Cantrell – chitarra aggiuntiva (traccia 10)

Produzione
- Matt Hyde – produzione, registrazione, ingegneria del suono, missaggio
- Deftones – produzione
- Chris Rakestraw – ingegneria del suono
- Jimmy Fahey – assistenza tecnica
- Martin Pradler – ingegneria del suono aggiuntiva
- Rob Hill – ingegneria del suono aggiuntiva
- Howie Weinberg – mastering
- Gentry Studer – mastering
- Frank Maddocks – direzione artistica, grafica, fotografia

## Classifiche
| Classifica (2016)          | Posizione massima |
| -------------------------- | ----------------- |
| Australia                  | 1                 |
| Austria                    | 7                 |
| Belgio (Fiandre)           | 18                |
| Belgio (Vallonia)          | 28                |
| Canada                     | 4                 |
| Finlandia                  | 12                |
| Francia                    | 19                |
| Germania                   | 7                 |
| Irlanda                    | 17                |
| Italia                     | 21                |
| Norvegia                   | 32                |
| Nuova Zelanda              | 1                 |
| Paesi Bassi                | 15                |
| Polonia                    | 37                |
| Portogallo                 | 11                |
| Regno Unito                | 5                 |
| Regno Unito (rock & metal) | 1                 |
| Spagna                     | 29                |
| Stati Uniti                | 2                 |
| Stati Uniti (alternative)  | 2                 |
| Stati Uniti (hard rock)    | 1                 |
| Stati Uniti (rock)         | 2                 |
| Stati Uniti (tastemaker)   | 1                 |
| Svezia                     | 39                |
| Svizzera                   | 10                |
| Ungheria                   | 11                |